# ساچین (فیلم)
ساچین (به تامیلی: Sachein) فیلمی هندی محصول سال ۲۰۰۵ و به کارگردانی جان ماهاندران است. در این فیلم بازیگرانی همچون ویجای، جنلیا دی‌سوزا، بیپاشا باسو، سانتانام، لیندا آرسینو و چامس ایفای نقش کرده‌اند.